# Al Hamra Tower
Al Hamra Tower (engl.: Toranj Al Hamra), neboder i toranj u Kuvajtu. 
Dizajn potpisuje arhitektonska tvrtka "Skidmore, Owings i Merrill". Toranj je najviša zgrada u Kuvajtu nakon završetka 2011. godine s 412,6 metara. To je ujedno najviši isklesani toranj na svijetu. Tvrtka "Turner Construction" bila je zadužena za izgradnju tornja.

## Projektne nagrade
- 2010.: Cityscape • Commercial
- 2008.: Chicago Athenaeum
- 2008.: Chicago Athenaeum
- 2008.: MIPIM/Architectural Review
- 2008.: MIPIM/Architectural Review
- 2007.: Miami Architectural Bienal